# Johann Michael Hudtwalcker

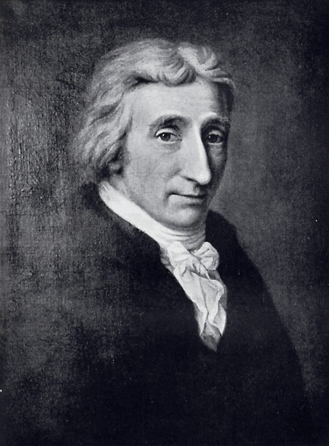
Johann Michael Hudtwalcker, Ölbild vermutlich von Anicet Charles Gabriel Lemonnier

Johann Michael Hudtwalcker (* 21. September 1747 in Hamburg; † 14. Dezember 1818 ebenda) war ein hamburgischer Kaufmann und Ratsherr und Anhänger der Aufklärung.

## Leben und Bedeutung

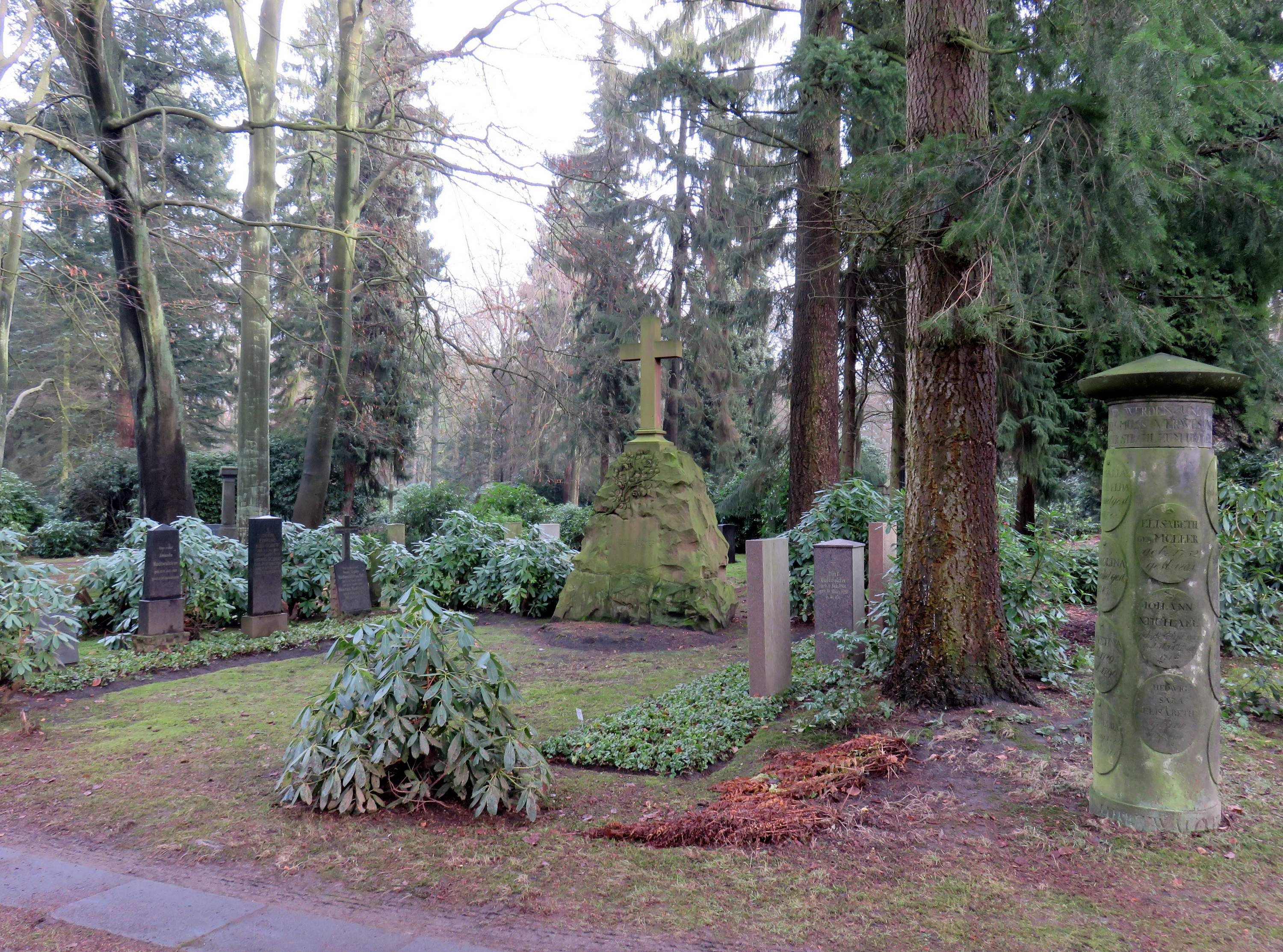
„Hudtwalckersäule“ auf dem Ohlsdorfer Friedhof

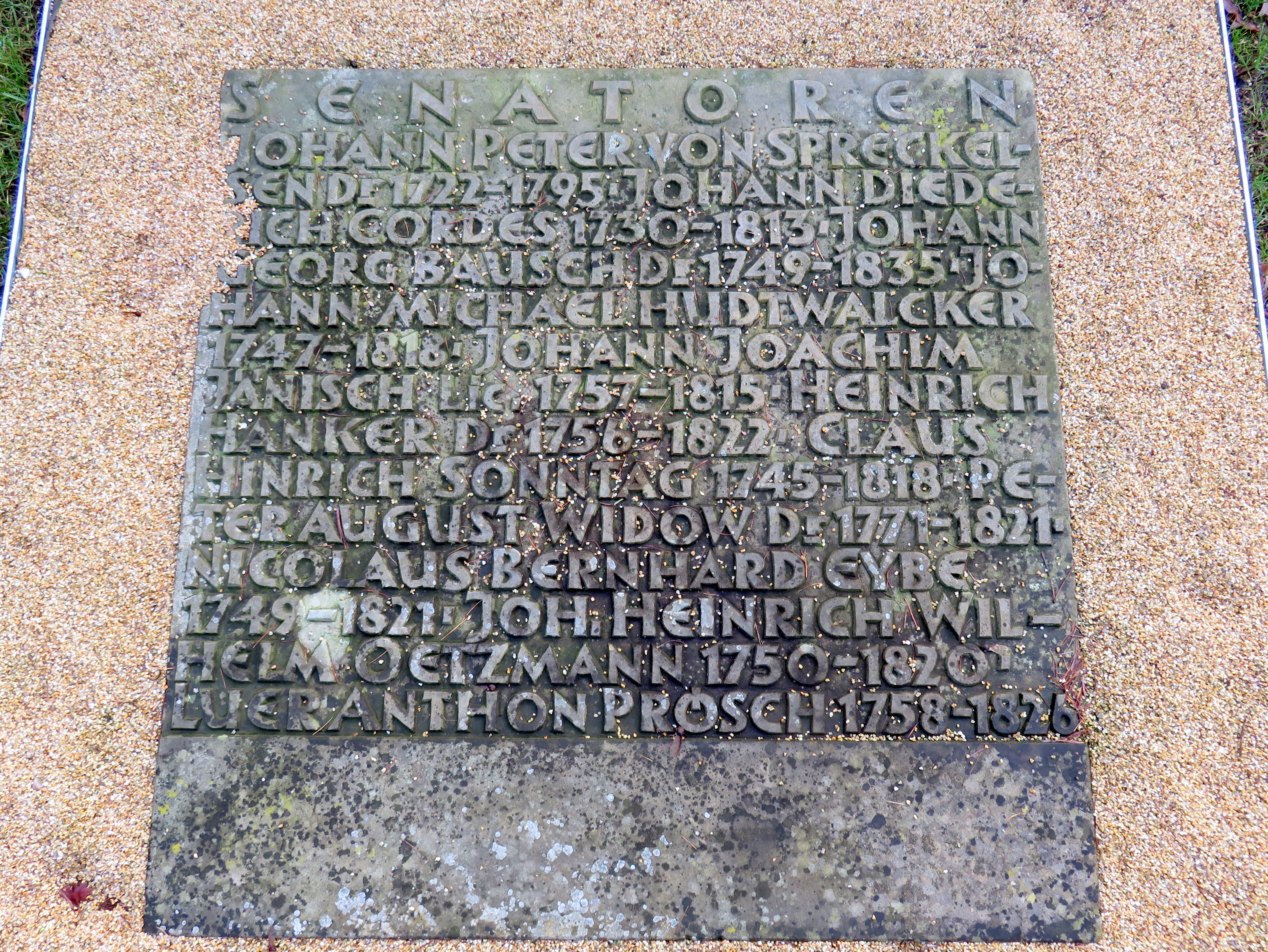
„Johann Michael Hudtwalcker“, Sammelgrabmal Senatoren I, Friedhof Ohlsdorf

Johann Michael Hudtwalcker kam 1747 als eines von fünf Kindern des Oberalten Jacob Hinrich Hudtwalcker (* 20. November 1710 Altona; † 28. Oktober 1781 Hamburg) und Sarah Hudtwalcker, geb. Ehlers, zur Welt. Sein Vater, selbst Sohn eines Käsehändlers in Altona, hatte nach einer 1727 begonnen 17-jährigen Lehre und Arbeit bei dem Herings-, Tran- und Fischwarenhändler Meinert von Winthem in der Reichenstrasse in der Hochzeit des Heringshandels und des Handels mit Trockenfisch im April 1743 das Unternehmen „Hudtwalcker & Co.“ gegründet, das sich auf den Handel mit Fischtran spezialisierte. Er erwarb ein Haus in der Katharinenstrasse 83. Nach seiner Konfirmation trat Johann Michael in das Kontor seines Vaters ein und begeisterte sich mehr für seine Arbeit als für den Schulbesuch im Hamburger Johanneum. 1774 wurde er Compagnon des jetzt „Jacob Heinr. Hudtwalcker & Sohn“ firmierenden väterlichen Handelsgeschäftes. Am 21. Juni 1775 heiratete er die Hamburger Künstlerin Elisabeth Moller vom Baum, eine Freundin seiner Schwester Margarethe Elisabeth Milow (1748–1794), mit der er neun Kinder hatte. Nach dem Tode des Vaters im Jahre 1781 führte er das Handelshaus weiter. Am 18. Januar 1788 wurde Hudtwalcker in den Hamburger Rat gewählt und war unter anderem Landherr für Hamm und Horn. Am 30. Mai 1814 legte er sein Amt als Ratsherr aus Alters- und Krankheitsgründen nieder und starb vier Jahre später im Alter von 72 Jahren. 
Sein Enkel Heinrich Hudtwalcker führte die Firma fort. Martin Hieronymus Hudtwalcker und Nicolaus Hudtwalcker waren seine Neffen und Christian Martin Hudtwalcker ein Bruder.
Nach dem Tod seiner Ehefrau im Jahre 1804 ließ Johann Michael Hudtwalcker auf dem damaligen St. Catharinen Kirchhof eine Grabmalsäule errichten, heute neben der Hudtwalcker-Familiengrabstätte auf dem Hamburger Friedhof Ohlsdorf, Lageplan: W21.
Auf dem Ohlsdorfer Friedhof wird auf der Sammelgrabmalplatte Senatoren (I) des Althamburgischen Gedächtnisfriedhofs unter anderen an Johann Michael Hudtwalcker erinnert.

## Ethisch-moralische Ansichten
Bereits in seiner Jugend fand Hudtwalcker über die Lektüre Gellerts und Hagedorns zur Dichtung. Als Mitglied des Freundeskreises, der sich um Georg Heinrich Sieveking gebildet hatte, kam er mit den Gedanken der Aufklärung in Kontakt. Hudtwalckers stark sozial geprägte Geisteshaltung zielte auf eine Erziehung zur Selbsthilfe bei gleichzeitiger eigener vorbildlicher Lebensführung ab. Als Mitglied der Patriotischen Gesellschaft engagierte er sich für die Förderung der Gemeinnützigkeit, die er als praktische Umsetzung seiner ethisch-moralischen Ziele ansah. Gemeinsam mit seinen Jugendfreunden Sieveking und Voght gehörte er zu jenen Teilen des hamburgischen Großbürgertums, die die Gedanken der Aufklärung in Hamburg und Norddeutschland verbreiteten.

## Werke (Auswahl)
- Lied eines alten Bergschotten. Gesungen am Hochzeitstage der Demoiselle Louise Friederike Harz und des Herrn Pastor Klefeker, Hamburg 1772
- An Mademoiselle Elisabeth Moller, morgen meine Frau, Hamburg 1775
- Von dem Gück des häuslichen Lebens, Hamburg 1776 – In der freundschaftlichen literarischen Gesellschaft zu Hamburg am 23. Januar 1776 vorgelesen
- Noch einige Fragmente über Luxus, Bürgertugend und Bürgerwohl, in: Verhandlungen und Schriften der Hamburgischen Gesellschaft zur Beförderung der Künste und Nützlichen Gewerbe, Band 4, S. 183–196
- Anmerkungen des Herrn Senators Hudtwalcker, in: Beiträge zur Beurtheilung einer Preisfrage über den Einfluß der Handelsstädte auf benachbarte Staaten, Hamburg 1798, S. 85–96 – Auch abgedruckt in: Verhandlungen und Schriften der Hamburgischen Gesellschaft zur Beförderung der Künste und Nützlichen Gewerbe, Band 5, S. 181–192
- Eine Schrift über Georg Heinrich Sievekings Absterben, in: Johann Georg Büsch, Zum Andenken meiner Freunde Dorner und Sieveking, Hamburg 1839, S. 42–46
- Elisabeth Hudtwalcker, geb. Moller. Gestorben den 22. Nov. 1804. Eine Biographie, Hamburg o. J.
- Bemerkungen über die Schrift: Wünsche bei Hamburgs Wiedergeburt. Nebst einem Anhange, Hamburg 1814